# Кейп-Спліт
45°20′05″ пн. ш. 64°29′27″ зх. д. / 45.3347° пн. ш. 64.4908° зх. д.
Кейп-Спліт — мис, розташований на узбережжі затоки Фанді канадської провінції Нова Шотландія. Місце битви при Кейп-Спліт, яка відбулася під час Американської революції .
Мис Спліт розташований в окрузі Кінгс і є продовженням Північного гірського масиву, який складається з толеїтового базальту. Мис відокремлює основну частину затоки Фанді від басейну Мінас, суббасейну на сході.
Сам мис приблизно 7 км завдовжки і коливається від кількох кілометрів до кількох десятків метрів у ширину. Обидві сторони мису закінчуються високими скелястими урвищами, звідки відкривається краєвид на підступні припливні течії в каналі Мінас.
Донедавна земля перебувала у приватних руках, але тепер продана уряду Нової Шотландії та перетворена на провінційний парк. Нині територія площею 427 га має статус парку-заповідника. На мисі Спліт десятиліттями існує популярна пішохідна стежка, прогулянка якою займає приблизно 2–2,5 години в один бік до краю мису. Більша частина мису вкрита густим лісом, але верхівка півострова має галявину, звідки за гарної погоди відкривається широкий краєвид на велику відстань.

Скелі на краю мису, через які він отримав свою назву

Скелі на мисі Спліт підлягають активній ерозії і є потенційно небезпечними. Висота скель понад 60 м, тож падіння може бути смертельним. У кількох місцях є елементи рельєфу, які мложуть здатися стежками, але насправді є елементами ерозії, які ведуть до крутих країв з нещільним, схильним до обвалів ґрунтом і камінням під ногами. За останні роки декілька разів були виклики рятувальників, які весь час попереджають про небезпеку встановленням додаткових обмежувальних знаків. 

## Зовнішні посилання
- Путівник по мису Спліт на HalifaxTrails.ca